# Des Abbott
Desmond Abbott, detto Des (Darwin, 10 gennaio 1986), è un hockeista su prato australiano.

## Palmarès

### Olimpiadi
- 1 medaglia:
  - 1 bronzo (Pechino 2008)

### Champions Trophy
- 3 medaglie:
  - 3 ori (Rotterdam 2008; Melbourne 2009; Mönchengladbach 2010)

### Giochi del Commonwealth
- 1 medaglia:
  - 1 oro (Delhi 2010)